# Texotics
Als Texotics werden in den Vereinigten Staaten verschiedene Tierarten bezeichnet, die auf Ranches gezüchtet werden, um dort gejagt zu werden.

## Namensgebung
Texotics ist ein Kunstwort aus Texas und exotisch. In Texas gibt es die meisten Ranches, die sich auf diesen Geschäftsbereich spezialisiert haben, da hier die Waffen- und Jagdgesetze sehr liberal sind. Viele der zu jagenden Tierarten sind Exoten.
Aber auch die Jagd auf hier gehaltene einheimische Gabelböcke und Weißwedelhirsche ist beliebt, da deren Jagd in freier Wildbahn begrenzt ist.

## Ranches
In Texas gibt es mehr als 1000 Ranches, die importierte Tierarten züchten. Angefangen hatten Rancher um 1920 mit der Zucht von Antilopen, die aus dem Zoo von San Diego stammten. Neben dem Verdienst am Abschuss verdienen die Rancher auch am Aufenthalt und der Bewirtung der Gäste, manche bieten auch an, die erlegten Tiere zu Präparaten aufzubereiten. Aber die Ranch als Tierpark lockt auch andere Besucher an. Die mit Abstand größte Ranch mit Jagdangebot ist die King Ranch mit 3300 km² Fläche. Insgesamt wird geschätzt, dass der Umsatz in Texas 300 Millionen Dollar beträgt.

## Angebot
2020 wurden auf den Ranches etwa eine Million Texotics aus 135 Arten gehalten, darunter
- Zebras
- Bongos
- Barasinghas
- Säbelantilopen
- Nilgauantilopen
- Kudus
- Thomson-Gazellen
- Mendesantilopen
- Elenantilopen
- Gnus

und viele Hirscharten. Viele der Tiere gehören inzwischen als Gefangenschaftsflüchtlinge zur Fauna in den USA.